# إندر كيليمن
إندر كيليمن هو منافس ألعاب قوى مجري، ولد في 5 ديسمبر 1947 في Tura, Hungary ‏ في المجر.

## وصلات خارجية
- إندر كيليمن على موقع أوليمبيديا (الإنجليزية)
- إندر كيليمن على موقع اللجنة الأولمبية المجرية (الهنغارية)